# Farmacognosia
La farmacognosia è una branca della farmacologia che si occupa dello studio di farmaci ricavati da fonti naturali, o “droghe”. La farmacognosia è materia fondamentale per lo studente della facoltà di Farmacia.
La Società italiana di farmacognosia la definisce come "una disciplina che tratta i prodotti di origine naturale impiegati come medicamenti o nella preparazione di medicamenti".
Secondo la definizione dell'American Society of Pharmacognosy, il termine farmacognosia si riferisce allo studio delle proprietà fisiche, chimiche, biochimiche e biologiche di farmaci o sostanze medicinali o potenziali farmaci o potenziali sostanze medicinali di origine naturale, nonché alla ricerca di nuovi farmaci da fonti naturali. 
La farmacognostica studia il controllo qualità fitochimico delle droghe vegetali, condotto da un chimico professionista.

## Storia ed etimologia
La parola "farmacognosia" deriva dai termini greci φάρμακον pharmakon (farmaco o veleno) e γνῶσις gnosis (conoscenza). 
Il termine "farmacognosia" è stato usato per la prima volta del medico austriaco Johann Adam Schmidt nel 1811 in Lehrbuch der Materia Medica e nel 1815 da Anotheus Seydler in un lavoro intitolato Analecta Pharmacognostica. 
Tuttavia la disciplina scientifica è assai più antica. Già dalla preistoria l'uomo aveva imparato a riconoscere alcune piante tossiche e altre curative, delle prime si serviva per la caccia, le altre le usava per curarsi.
I primi testi scritti sulle erbe medicinali risalgono al 1600 a.C. e sono egiziani: il Papiro Edwin Smith e il Papiro Ebers .
Nel XIX secolo e all'inizio del XX secolo il termine "farmacognosia" era usato per definire una branca della medicina o della merceologia che ha a che fare con i farmaci nella loro forma grezza, non purificata, ovvero come droga. Le droghe sono sostanze di origine vegetale, animale o minerale seccate e non purificate usate come medicamenti. 
Lo studio di questi materiali sotto il nome di "farmacognosia" si è sviluppato inizialmente nelle aree europee di lingua tedesca, mentre in altri Paesi si preferiva la dizione latina materia medica tratta dai lavori di Galeno e Dioscoride. In tedesco viene anche usato come sinonimo il termine Drogenkunde ("scienza delle droghe").
Agli inizi del XX secolo, la materia si è sviluppata principalmente sul lato botanico, con particolare attenzione alla descrizione e all'identificazione di droghe in forma intera o polverizzata. Queste branche della farmacognosia sono ancora importanti, in particolare per l'identificazione secondo farmacopea e per il controllo di qualità, ma un rapido sviluppo in altre aree ha ampliato la connotazione del termine.

## Caratteristiche
Sebbene la gran parte degli studi farmacognostici si concentri sulle piante e sui farmaci da essi derivati, anche altri tipi di organismi sono ritenuti farmagognosticamente interessanti, in particolare vari tipi di microbi (batteri, funghi ecc) e, recentemente, organismi marini.
Lo studio contemporaneo della farmacognosia può essere suddiviso in diversi campi:
- etnobotanica medica: lo studio dell'uso tradizionale di piante per uso medico;
- etnofarmacologia: lo studio delle qualità farmacologiche di sostanze medicinali tradizionali;
- lo studio della fitoterapia (l'uso medicinale di estratti di piante;
- fitochimica, lo studio dei composti chimici derivati dalle piante (inclusa l'identificazione di nuovi potenziali farmaci derivanti da piante);
- zoofarmacognosia, i processi con i quali gli animali si curano, scegliendo piante, terreni e insetti per trattare e prevenire malattie;
- farmacognosia marina, lo studio delle sostanze chimiche derivate da organismi marini.

La farmacognosia studia inoltre:
- miglioramenti nella coltivazione delle piante medicinali;
- nuovi principi identificati nelle droghe;
- la valutazione dell'attività terapeutica delle droghe;
- la preparazione di forme farmaceutiche a partire dalle droghe.

## Classificazione delle droghe
Le droghe, in prima istanza, vengono classificate in:
- Organizzate: comprendenti elementi cellulari e tessuti della pianta d'origine (radici, cortecce, foglie, ecc...)
- Non organizzate: che non comprendono elementi cellulari della pianta d'origine (resina, latice, ecc...)

I principi attivi in esse contenuti possono derivare da:
- Metabolismo primario: carboidrati, lipidi, proteine e amminoacidi.
- Metabolismo secondario: comprende tutti quei composti non essenziali alle funzioni fisiologiche primarie della pianta (derivati del metabolismo primario) ma che svolgono funzioni accessorie importanti (pigmenti non fotosintetici, alcaloidi, tannini, ecc...)

## Produzione di droghe vegetali
Le droghe vegetali possono essere ottenute sia da piante spontanee, sia da piante coltivate e la scelta dipende primariamente da fattori economici. Risulta conveniente raccogliere piante spontanee qualora siano particolarmente diffuse e i costi di raccolta siano contenuti. La coltivazione d'altro canto offre diversi vantaggi tra cui:
- Grande disponibilità di specie non indigene.
- Controllo dei fattori che influenzano la crescita della pianta e la produzione di principio attivo
- Facilità nella raccolta (sistemi automatizzati o meccanizzati)
- La possibilità di avviare processi di lavorazione della droga in prossimità dei punti di raccolta evitando perdite di qualità della droga date dalle condizioni di trasporto.

Una volta raccolta dalla pianta fresca, la droga può andare incontro a vari processi di lavorazione, primo tra tutti, l'essiccazione. Il processo di essiccazione è volto a disidratare la droga in modo da fermare comuni processi enzimatici che, nell'ambiente acquoso del citoplasma delle cellule vegetali, potrebbero danneggiare i principi attivi (stabilizzazione della droga). Il processo impedisce inoltre il propagarsi di microorganismi (muffe o batteri) permettendone così una miglior conservazione.
Negli anni sono stati sviluppati vari sistemi di essiccazione data la sensibilità di alcune droghe o principi attivi al calore. Tra le principali tecniche di essiccazione ricordiamo:
- Essiccamento all'aria: si svolge in locali o capannoni ben aerati al riparo dalla luce del sole e dall'umidità. La droga intera o tagliata a pezzi viene disposta a strati su graticci in modo tale che l'aria possa passare liberamente. Il processo richiede un tempo di esecuzione piuttosto lungo (settimane) durante il quale si può avere una parziale alterazione della droga.
- Stufe a secco (55-60 °C): grazie alle alte temperature accelerano il processo di essiccamento ma non è una metodica adatta per droghe contenenti sostanze termolabili.
- Liofilizzazione: è la tecnica più utilizzata per l'essiccamento di droghe contenenti sostanze termolabili quali ormoni, vitamine o proteine. Consiste nell'essiccamento per sublimazione del ghiaccio contenuto nella droga che viene posta in un frigorifero a -80 °C almeno per 24 ore prima di essere sottoposta al processo di liofilizzazione.
- Stabilizzazione: è una tecnica utilizzata solo per droghe contenenti sostanze termostabili poiché richiede l'utilizzo di un'autoclave che per mezzo di vapori di etanolo sotto pressione (0.5 atm) e ad una temperatura di 105-110 °C consente l'inattivazione degli enzimi e la sterilizzazione della droga.

La conservazione deve essere effettuata, generalmente, in luoghi asciutti e lontani dalla luce per impedire la crescita di microorganismi ed eventuali reazioni fotochimiche indotte dai raggi solari. Alcune droghe sono caratterizzate da esigenze di conservazione particolari di cui è bene tener conto, ma i principali fattori che agiscono in senso deleterio sulle droghe sono essenzialmente:
- Fisici: calore e luce solare.
- Chimici: primo fra tutti l'ossigeno (le droghe sensibili a processi ossidativi vanno chiaramente conservate in contenitori ermetici).
- Biologici: batteri, muffe, insetti.

### La variabilità del principio attivo
Per principio attivo intendiamo la sostanza chimica contenuta nella droga che ne promuove l'attività farmacologica. Sebbene oggi, grazie alle moderne metodologie chimiche e farmacologiche siamo riusciti ad isolare, caratterizzare e standardizzare molti principi attivi vegetali che sono entrati a far parte dell'attuale arsenale farmacoterapico a disposizione del medico e del farmacista (alcuni esempi lampanti sono l'atropina, la silimarina o il taxolo), la maggior parte degli estratti di droghe vegetali, contengono una miscela di molecole biologicamente attive chiamata fitocomplesso. Capita spesso che pur avendo caratterizzato chimicamente tutti i componenti del fitocomplesso, non si riesca ad individuare la singola molecola responsabile dell'azione farmacologica. Ciò è spesso dovuto al fatto che le molecole del fitocomplesso interagiscano tra loro e dipendano l'una dall'altra per produrre l'effetto finale (per esempio aumentando la biodisponibilità della/e molecola/e attiva/e o aumentandone l'effetto). Per questo motivo capita spesso di non poter standardizzare l'estratto di una droga (producendo dunque un estratto purificato) preferendo l'utilizzo di un estratto grezzo (tisana, decotto, estratto alcolico o polvere).
Nella produzione delle droghe vegetali risulta fondamentale tener conto del fatto che:
- Principi attivi puri responsabili dell'attività farmacologica di una droga sono soggetti a variazioni in termini quantitativi e qualitativi.
- Data la sua complessità, il fitocomplesso derivato da un estratto vegetale è soggetto a molte più variabili riscontrabili nella variazione quali-quantitativa dei singoli componenti.

I principali fattori di variabilità sono:
- Fattori naturali endogeni (riguardano la pianta) ed ecologici (riguardano il contesto ambientale in cui la pianta vive).
- Fattori artificiali che riguardano gli interventi umani sulla pianta dalla coltivazione (eventuale) alla produzione del prodotto finito (sia esso droga secca, estratto alcolico, capsula, ecc...).

#### Fattori naturali endogeni
Come già anticipato, riguardano caratteristiche specifiche della pianta e del suo ciclo vitale:
1. Età e stadio di sviluppo: in generale notiamo che la qualità e la quantità dei principi attivi può variare in relazione allo stadio vitale, giovanile, maturo o senescente della pianta. È pratica comune per esempio che le piante annuali vadano raccolte a sviluppo completo mentre le piante biennali vadano raccolte al secondo anno di vita.
2. Tempo balsamico: è il periodo dell'anno entro il quale è opportuno procedere alla raccolta della droga perché il contenuto di principi attivi è massimo. Varia di pianta in pianta.
3. Selezione: all'interno di una specie vegetale è possibile identificare delle varietà che possiedono un maggior contenuto di principi attivi oppure una maggiore resistenza alle malattie. Selezionando tali piante e mettendole in condizioni di riprodursi è possibile ottenere nell'ambito della stessa specie vegetale una popolazione dotata delle caratteristiche ottimali. All'interno di una specie è inoltre possibile selezionare dei chemiotipi ossia delle varietà della stessa specie che si differenzia per la sintesi di un particolare principio attivo. Sebbene la selezione sia un atto umano, viene elencata tra i fattori naturali endogeni perché riguarda le caratteristiche genetiche della pianta.
4. Poliploidia: È una particolare mutazione genetica che comporta un aumento del numero di cromosomi dalla condizione 2n (propria delle cellule somatiche) a 3n,4n, 5n, 6n, ecc… Le piante poliploidi, anche se sterili, risultano essere di maggiori dimensioni e più resistenti alle condizioni climatiche avverse rispetto alle diploidi. Inoltre in alcune piante (belladonna, stramonio, lobelia, tabacco, china) l'induzione della poliploidia ha determinato un aumento della qualità e della quantità dei principi attivi. Come fattore inducente la poliploidia viene solitamente utilizzata la colchicina.
5. Ibridazione: È un fenomeno genetico che comporta l'incrocio di individui geneticamente diversi per formare una progenie ibrida allo scopo di ottenere particolari caratteristiche.

1. "Variazione Microbiota" La variazione del Microbiota, cioè dei batteri costituenti la normale flora batterica della pianta, può variare il fitocomplesso.

#### Fattori naturali ecologici
I fattori naturali ecologici riguardano il contesto ambientale di crescita e sviluppo della pianta e sono:
1. Clima: tra i fattori climatici più importanti vi sono senza dubbio la temperatura e le caratteristiche meteorologiche della zona in cui la pianta vive. Queste caratteristiche incidono sul metabolismo primario e secondario e sulla disponibilità di acqua e luce di cui la pianta può usufruire.
2. Latitudine e altitudine: la latitudine influisce significativamente sulla qualità degli acidi grassi sintetizzati dalla pianta in quanto le piante tropicali contengono quasi esclusivamente acidi grassi saturi (olio di palma, burro di cacao), le piante subtropicali contengono una maggiore presenza di acidi grassi insaturi (olio di olive, arachidi, mandorle), le piante delle zone temperate maggior grado di insaturazione negli oli di queste piante (cotone e girasole) e le piante dei climi freddi massimo contenuto in acidi grassi insaturi (olio di lino). Com'è evidente il grado di insaturazione è inversamente proporzionale alla temperatura in modo da evitare il congelamento dei grassi. L'altitudine è responsabile della variazione nella quantità di principio attivo in molte specie.
3. Costituzione del terreno: da essa dipende la quantità e la qualità dei nutrienti che la pianta può utilizzare per proprio metabolismo.
4. Fattori biotici: riguardano reciproche influenze tra varietà di piante che crescono le une vicine alle altre. Tali influenze riguardano la germinazione dei semi, l'accrescimento, lo sviluppo delle foglie, la maturazione dei frutti e il contenuto di principi attivi.

#### Fattori artificiali
Riguardano le influenze sulla composizione quali-quantitativa dei principi attivi delle droghe date da:
1. Raccolta
2. Conservazione
3. Metodi di preparazione

## Preparazione delle droghe vegetali
Le droghe vengono sottoposte ad una serie di procedure volte ad estrarne i principi attivi. Si distinguono metodi di preparazione di tipo meccanico e di tipo estrattivo spesso usati in successione poiché, lo scopo dei metodi meccanici è ridurre in piccole parti la droga allo scopo di ottimizzare l'estrazione dei principi attivi tramite i mezzi estrattivi.

### Metodi meccanici
Esistono differenti metodi meccanici che si adattano al trattamento dei vari tipi droga. Essenzialmente distinguiamo tra metodi meccanici utilizzati nel trattamento di droghe secche:
- Frantumazione: utilizzata prevalentemente per trattare materiali duri come rizomi, cortecce, radici, semi, ecc...
- Triturazione: consente di ottenere particelle più piccole rispetto a quelle ottenute per frantumazione e si esegue prevalentemente su droghe erbacee, fiori, gemme, foglie, ecc...
- Polverizzazione: eseguibile solo su droghe perfettamente essiccate, viene utilizzata per la produzione di capsule e compresse.

Metodi meccanici utilizzati nel trattamento di droghe fresche:
- Spremitura: tramite torchi, viene utilizzata per estrarre il succo della pianta. Può essere utilizzata come tecnica estrattiva.

### Metodi estrattivi
Vengono utilizzati per estrarre i principi attivi dalle droghe lavorate. Tra i principali metodi estrattivi vi sono l'estrazione con solvente o con fluidi supercritici, la distillazione, l'infusione, la decozione, l'enfleurage, la macerazione, la percolazione, la digestione.